# ICAM-1
ملکول چسبندگی داخل‌سلولی ۱ (انگلیسی: Intercellular Adhesion Molecule 1) یا «ICAM-1» که با نام «CD54» هم شناخته می‌شود، یک پروتئین است که در انسان توسط ژن «ICAM1» کُد می‌شود.
این ژن یک گلیکوپروتئین سطحی سلول را کد می‌کند که بر روی سلول‌های لایه درون رگی و همچنین سلول‌های دستگاه ایمنی بیان می‌شود. پروتئین حاصله به اینتگرین CD11a/CD18 یا CD11b/CD18 متصل شده و «راینو ویروس» از آن به‌عنوان «گیرنده» استفاده می‌کند.
این مولکول در خونریزی ساب آراکنوئید (SAH) دخیل است و سطح خونی آن در هنگام بروز این عارضه بشدت بالا می‌رود. با آنکه این پروتئین نقش مستقیمی در بروز وازو-اِسپاسم مغزی ندارد، اما استفاده از داروهای ضد آن، شدت این عارضهٔ SAH را کاهش می‌دهد.
پروتئین ICAM-1 در اپی تلیوم تنفسی هم بیان می‌شوند و راینو ویروس (عامل ایجادِ سرماخوردگی) از آن جهت ورود به سلول استفاده می‌کند.
همچنین این پروتئین در حساسیت چشمی (افزایش حساسیت نوع ۱) هم نقش مهمی دارد.

## بیشتر بخوانید
- Wahl SM,  et al. (Sep 2000). "Permissive factors for HIV-1 infection of macrophages". Journal of Leukocyte Biology. 68 (3): 303–10. PMID 10985244.
- Yonekawa K, Harlan JM (Feb 2005). "Targeting leukocyte integrins in human diseases". Journal of Leukocyte Biology. 77 (2): 129–40. doi:10.1189/jlb.0804460. PMID 15548573.
- Chakravorty SJ, Craig A (Jan 2005). "The role of ICAM-1 in Plasmodium falciparum cytoadherence". European Journal of Cell Biology. 84 (1): 15–27. doi:10.1016/j.ejcb.2004.09.002. PMID 15724813.
- Lebedeva T, Dustin ML, Sykulev Y (Jun 2005). "ICAM-1 co-stimulates target cells to facilitate antigen presentation". Current Opinion in Immunology. 17 (3): 251–8. doi:10.1016/j.coi.2005.04.008. PMID 15886114.
- Yang L, Froio RM, Sciuto TE, Dvorak AM, Alon R, Luscinskas FW (Jul 2005). "ICAM-1 regulates neutrophil adhesion and transcellular migration of TNF-alpha-activated vascular endothelium under flow". Blood. 106 (2): 584–92. doi:10.1182/blood-2004-12-4942. PMC 1635241. PMID 15811956.